# The Infernal Storm
The Infernal Storm è il quinto album in studio del gruppo musicale death metal Incantation, pubblicato nel 2000 dalla Relapse Records.

## Tracce
1. Anoint the Chosen – 3:53
2. Extinguishing Salvation – 4:07
3. Impetuous Rage – 5:04
4. Sempiternal Pandemonium – 6:18
5. Lustful Demise – 5:15
6. Heaven Departed – 7:33
7. Apocalyptic Destroyer of Angels – 3:19
8. Nocturnal Kingdom of Demonic Enlightenment – 4:29

## Formazione
- Daniel Corchado - voce, chitarra
- John McEntee - chitarra
- Kyle Severn - basso
- Dave Culross - batteria (turnista)